# Embargo
Embargo (von spanisch embargo ‚Beschlagnahme‘, ‚Pfändung‘) ist im Außenhandel und in der Außenhandelspolitik das behördliche Verbot des Exports und/oder Imports von Gütern und Dienstleistungen in einen bzw. aus einem bestimmten Staat.
Ein Embargo verstößt gegen den allgemein herrschenden Freihandel. Es ist ein nichttarifäres Handelshemmnis, weil es die Ausfuhr und/oder Einfuhr von bestimmten Gütern/Dienstleistungen verbietet. Embargos können bestimmte Güter und/oder bestimmte Staaten betreffen und sollen verhindern, dass diese Güter in diese Länder ausgeführt (Exportverbot) oder von diesen Ländern ins Inland eingeführt werden (Importverbot). Embargos sind meist als Repressalie, Retorsion oder Sanktion auf (angebliches) Fehlverhalten dieser Länder vorgesehen, um Völkerrechtsverletzungen zu bestrafen oder den Staat zu bestimmten Handlungen zu zwingen oder davon abzuhalten. Ein Einfuhrverbot (Importverbot) ist im Außenhandel das Verbot, bestimmte Güter oder Dienstleistungen aus dem Ausland in das Inland zu importieren, ein Ausfuhrverbot (Exportverbot) verbietet den Export von Gütern oder Dienstleistungen aus dem Inland ins Ausland.

## Arten
Viele Embargos betreffen das Exportverbot konkreter Güter wie das Getreideembargo (Lieferung von Getreide), Ölembargo (Erdöl) oder Waffenembargo (Kriegswaffen). Das Schiffsembargo ist die Beschlagnahme fremder Handelsschiffe, um Druck auf den Flaggenstaat auszuüben. Das am häufigsten vorkommende Handelsembargo ist das von einem oder mehreren Staaten ausgesprochene Verbot, mit einem sanktionierten Staat Wirtschaftsbeziehungen zu unterhalten. Ein Import- und Exportverbot soll den hiervon betroffenen Staat dazu zwingen, seine Politik zu ändern.
Inhalt und Umfang der erlassenen Embargos können sehr unterschiedlich sein; ein Embargo kann vielfältige Verbote und/oder Beschränkungen enthalten. Je nach Umfang der Beschränkungen können zwei Embargo-Arten unterschieden werden, das Totalembargo und das Teilembargo. Selten vorkommende Totalembargos sind umfassende Verbote im Außenwirtschaftsverkehr, meist lassen sie lediglich Ausnahmen für humanitäre Zwecke zu. Teilembargos enthalten dagegen Beschränkungen und Verbote, die nur für bestimmte Wirtschaftsbereiche gelten und nur bestimmte Handlungen verbieten oder beschränken. Ihre bekannteste Form sind die Waffenembargos. Embargoregelungen beschränken nicht nur die Ausfuhr oder Einfuhr von Gütern, sondern auch den Transithandel oder den Zahlungsverkehr (Zahlungsverbote) und greifen in den Abschluss und die Erfüllung von Verträgen (Erfüllungsverbot) ein.

## Rechtsfragen
Rechtsgrundlage für Ausfuhrverbote ist § 74 AWV, Ausnahmen sehen § 76 AWV und § 76a AWV vor. Einfuhrverbote sind in § 77 AWV aufgezählt. Ein- und Ausfuhrbote sind dort mit einem Transportverbot verknüpft. Zuständige Genehmigungsbehörde ist das Bundesamt für Wirtschaft und Ausfuhrkontrolle (BAFA).
Ausfuhr- und Einfuhrverbote betreffen jedoch nicht nur Embargos, sondern werden von Staaten generell zur Durchsetzung des Artenschutzes und des Schutzes von Kulturgütern ausgesprochen. Der internationale Handel hiermit ist entweder verboten oder benötigt eine Genehmigung. Die Ein- und Ausfuhr von aufgrund des Washingtoner Artenschutzübereinkommens geschützter Arten ist in der Verordnung (EG) Nr. 338/97 geregelt; deren Anhang A sieht für bestimmte Tier- und Pflanzenarten ein Vermarktungsverbot vor. Für die Ein- und Ausfuhr sind Genehmigungen des Einfuhr- und Ausfuhrlandes in Form eines CITES-Dokuments erforderlich. Ein Ausfuhr- und Einfuhrverbot für Kulturgüter ergibt sich aus § 21 KGSG bzw. § 28 KGSG. Die Rechtsbegriffe Ausfuhr- und Einfuhrverbot sind deshalb weiter gefasst als das Embargo.
Die Abgabe einer Boykott-Erklärung im Außenwirtschaftsverkehr, durch die sich ein Inländer an einem Boykott gegen einen anderen Staat beteiligt, ist gemäß § 7 AWV verboten, es sei denn, dass es sich um eine durch den Sicherheitsrat der Vereinten Nationen nach Kapitel VII der Charta der Vereinten Nationen, den Rat der Europäischen Union im Rahmen des Kapitels 2 des Vertrags über die Europäische Union (AEUV) oder dadurch die Bundesrepublik Deutschland beschlossene Sanktionsmaßnahme handelt.
In Deutschland beschränkt ein Embargo die Freiheit im Außenwirtschaftsverkehr gegenüber bestimmten Ländern oder gegenüber bestimmten Personen. Embargos werden in Deutschland von der jeweiligen Bundesregierung erlassen. Die von Deutschland bzw. der Europäischen Union verhängten Embargos werden im Bundesanzeiger bzw. Amtsblatt der Europäischen Union veröffentlicht. Der Zoll führt darüber hinaus eine (unvollständige) Liste verhängter Embargos unter zoll.de. Deutschland erstellt eine eigene Ausfuhrliste und befolgt darin auch die Beschlüsse internationaler Organisationen (UN, EU oder OSZE).

## Geschichte
Bereits im Altertum waren Embargos bekannt. So wies der hethitische Großkönig Tudḫalija IV. (ca. 1237–1215/09 v. Chr.) Šaušgamuwa, den Vasallenkönig von Amurru (im heutigen nördlichen Libanon und den nördlich angrenzenden Westens Syriens gelegen) an, assyrische Händler nicht mehr nach Amurru gelangen zu lassen und eigenen Händlern zu verbieten, Waren nach Assyrien zu liefern. Auch sollten Schiffe aus Aḫḫijawa keinen Handel über die Häfen Amurrus mit Assyrien mehr betreiben können.
In der klassischen Antike erließ Perikles 432 vor Christus gegen die Megariker ein Dekret wegen der Entführung seiner Gattin Aspasia und verhängte eine Handelssperre gegen Megara. Herakleios der Ältere erließ 606 nach Christus ein Getreideembargo gegen Konstantinopel.
Im Mittelalter setzte 1261 Papst Urban IV. Embargos erfolgreich gegen Florenz und Siena durch. Nach der Einnahme von Akkon im Mai 1291 verhängte Papst Nikolaus IV. ein Handelsembargo und verbot Reisen nach Jerusalem. Im Jahre 1299 erließ das den Seehandel im östlichen Mittelmeer beherrschende Genua gegen das venezianische Zypern ein allgemeines Handelsembargo. Köln wurde durch den Rezess vom 24. August 1470 mit Wirkung vom 22. Februar 1471 „verhanst“, also aus der Hanse ausgeschlossen und einem totalen Handelsembargo unterworfen, durfte aber 1476 wieder eintreten. Im Mai 1585 verhängte Philipp II. ein spanisches Handelsembargo gegen England und verbot allen englischen Schiffen das Anlaufen der Häfen seines Weltreiches.
Der Begriff des Embargos wird erst seit Anfang des 19. Jahrhunderts auch auf das außenpolitisch motivierte Verbot des Außenhandels angewendet. Die Kontinentalsperre vom November 1806 gegen England brachte ein Handelsembargo mit sich und sollte England zu Verhandlungen mit Frankreich zwingen.
In der Neuzeit gab es zwischen 1911 und 1940 insgesamt 11 Embargos. Bis zum Beginn des Ersten Weltkriegs importierte das Deutsche Reich etwa 1/3 seiner Lebensmittel aus dem Ausland und war damals weltweit der größte Importeur von Agrarprodukten. Großbritannien verhängte gegen das Deutsche Reich am Beginn des Ersten Weltkriegs ein Handelsembargo (und betrieb eine Seeblockade). Dies führte später zu einer Hungersnot in weiten Teilen des Reichs (siehe Steckrübenwinter).
Sanktionen der UdSSR gegen Staaten des Ostblocks, um dort rebellische Regierungen zu stürzen, schlugen 1948 gegen Jugoslawien, 1960 gegen China und 1961 gegen Albanien fehl. Die Kubakrise ab Oktober 1962 begann mit einer Seeblockade, die bis November 1962 andauerte. Es schloss sich ein Embargo der Vereinigten Staaten gegen Kuba an, das teilweise noch heute gilt. Das Röhren-Embargo der NATO gegenüber dem Ostblock vom Dezember 1962 unterband den Export von Großröhren für den Bau von Gas- und Öl-Pipelines nahezu komplett. Gegen Südafrika wurde 1962 und 1964 durch die Generalversammlung der Vereinten Nationen und 1977 durch den Sicherheitsrat der Vereinten Nationen ein Waffenembargo verhängt. Das wohl bekannteste Embargo war der Lieferboykott der OPEC von 1973. Als sein Ziel nannte die OPEC damals politische Einflussnahme; nach diesem Boykott – der in allen Industrieländern eine Wirtschaftskrise zur Folge hatte – blieb das Preisniveau des Öls deutlich höher als zuvor (was auch ein Ziel gewesen sein könnte). Als Reaktion auf die Geiselnahme von Teheran im November 1979 kam es in den USA zur Sperre iranischer Bankguthaben. Als Folge des Afghanistankrieges der UdSSR kam es 1980 gegen diese zu einem Getreideembargo der USA. Auch ein Boykott der Olympischen Sommerspiele in Moskau half nicht, den Afghanistan-Krieg zu beenden. Das COCOM-Hochtechnologieembargo westlicher Industrieländer gegen den Ostblock hatte von 1950 bis 1990 Bestand. Die irakische Besetzung Kuwaits im August 1990 hatte Sanktionen der Vereinten Nationen zur Folge; sie verhängten 1991 nach dem zweiten Golfkrieg ein weitgehendes Embargo gegen den Irak. Es bestand etwa 13 Jahre lang und wurde nach dem Sturz des irakischen Diktators Saddam Hussein aufgehoben.
Zwischen 1984 und 1994 erhöhten verschiedene Staaten mittels Wirtschaftssanktionen zunehmend den Druck auf die südafrikanische Regierung, die Apartheidpolitik zu beenden. Heute steht fest, dass die Sanktionen keine politische Transformation in Südafrika auslösten, da es relativ autark auf einem vergleichsweise hohen wirtschaftlichen Standard existieren konnte. Dies wurde von dem rassistisch orientierten Thinktank SABRA als ideologische Rechtfertigungskonstruktion des sich darauf stützenden sozioökonomischen Konzeptes der Apartheid argumentativ bedient. Ab Mai 1991 erfolgten Sanktionen gegen Rest-Jugoslawien und ein Waffenembargo gegen Bosnien. Ein Öl- und Waffenembargo traf im Mai 1993 Haiti wegen eines Militärputschs. Seit 2006 gibt es gegen Nordkorea und den Iran ein Embargo für Dual-Use-Güter. Ab Januar 2007 eskalierte der russisch-belarussische Energiestreit durch einen mehrtägigen Stopp des Öltransports durch Belarus. Die Annexion der Krim im März 2014 führte zu umfassenden Sanktionen gegen Russland.

## Wirtschaftliche Aspekte
Embargos zielen darauf ab, die hiervon betroffenen Staaten allgemein wirtschaftlich zu schwächen, damit sie die Gründe des Embargos beseitigen. Die Effizienz eines Embargos ist allerdings sehr begrenzt, weil einige Staaten das Embargo nicht mittragen und dadurch das Embargoziel konterkarieren. Eine umfangreiche US-Studie aus dem Jahre 1990 untersuchte 120 Sanktionen zwischen 1914 und 1990 und kam zu dem Ergebnis, dass 65,8 % (79 Fälle) ein Misserfolg waren, also das Sanktionsziel verfehlten. Lediglich 34,2 % brachten den mit der Sanktion erhofften Erfolg. Eine erfolgreiche militärische Schwächung durch Waffenembargos gab es nur in 20 % der Fälle, während Destabilisierungsstrategien mit Wirtschaftssanktionen zu 52 % erfolgreich waren. Von 80 untersuchten Handelsembargos entstanden lediglich in 37,5 % der Fälle volkswirtschaftliche Schäden von mehr als 1 % des Bruttosozialprodukts.
Im Rahmen von Exportkreditversicherungen ist das Embargo als Teil des Fabrikationsrisikos meist gedeckt. Ist dies nicht der Fall, ist das Embargo als höhere Gewalt nicht versichert. Das führt jedoch beim Exporteur meist nicht zu Verlusten, weil er bei höherer Gewalt nicht bezahlen und der Importeur nicht liefern muss.
Eine typische Reaktion auf ein Embargo ist das Anstreben einer größeren Autarkie durch Verbesserung der Selbstversorgung und der Erhöhung des Selbstversorgungsgrades. Eine andere Reaktion ist die Vergeltung (siehe auch Tit for Tat). Dies ist in rohstoffarmen Ländern allerdings nur schwer oder gar nicht möglich.

## Abgrenzungen
Im Völkerrecht werden kollektive Maßnahmen nach Art. 39 ff. UN-Charta als UN-Maßnahmen bezeichnet, die einen Beschluss des UN-Sicherheitsrates und ein entsprechendes UN-Mandat erfordern. Diese Sanktionen betreffen daher oft ein völkerrechtswidriges Verhalten oder zumindest eine Bedrohung des Weltfriedens im Sinne des Art. 39 der UN-Charta. Insbesondere im angloamerikanischen und französischen Sprachraum wird die Sanktion synonym für Embargo gebraucht. Das Embargo ist ein wichtiger Unterfall der Sanktionen und hat sich historisch stets gegen Staaten oder Staatengruppen gerichtet. Ein Boykott kommt dagegen eher aus der Privatwirtschaft und ist meist passiv (freiwilliger Verzicht), ein Embargo ist staatlich verordnet und aktiv (Verbot und Durchsetzung), beide betreffen eher unerwünschtes oder unfreundliches Verhalten von Staaten. Die Arabische Liga bezeichnete beispielsweise ihr vollständiges Handelsembargo gegenüber Israel als Boykott. Die Blockade ist nur mit militärischen Mitteln durchzusetzen und erfolgt anders als das Embargo außerhalb des eigenen Hoheitsgebiets.

## Andere Bedeutungen
Mit Embargo bezeichnet man auch eine Sperrfrist für die Veröffentlichung einer Nachricht oder einer Information. Im Bibliothekswesen wird der Begriff in Bezug auf elektronische Zeitschriften verwendet, wenn beispielsweise eine Bibliothek im Zuge eines Datenbankabonnements erst nach einer bestimmten Frist nach dem Erscheinen Zugriff auf bestimmte Zeitschriftenausgaben hat oder wenn eine Zeitschrift ihre Aufsätze nach einer bestimmten Frist unter Open-Access-Bedingungen frei zugänglich macht.